# 沈阳桥梁与隧道列表
沈阳桥梁与隧道列表介绍沈阳市内跨河的各式桥梁。沈阳市地处辽河、浑河冲积平原，境内流经的大小河流共有15条，主要有辽河、浑河、蒲河、柳河、绕阳河等。19世纪后，随着沈阳城市规模的不断扩大，沈阳市开凿修建南运河、北运河及卫工明渠，形成了环城水系。为方便市民出行，沈阳市修建了各式桥梁。

## 跨浑河桥梁与隧道
自上游至下游排列：
- 高坎大桥（东四环）
- 伯官大桥
- 东陵大桥（东三环）
- 新立堡桥
- 长安桥
- 浑河隧道 （已关闭）
- 长青桥
- 富民桥
- 五爱隧道（机动车限定）
- 浑河大桥
- 三好桥
- 南京桥（原工农桥）
- 胜利桥
- 哈大铁路浑河大桥（铁路限定）
- 南阳湖大桥
- 云龙湖大桥
- 浑河闸桥（西三环）
- 中央大桥
- 西苏堡大桥（西四环）
- 王纲大桥

## 跨蒲河桥梁
自上游至下游排列：
- 环发桥
- 孝信桥
- 盛京桥
- 蒲河桥
- 平罗蒲河大桥

## 跨北运河桥梁
- 东宁街桥
- 和睦路桥
- 兴民桥
- 得胜桥
- 辽沈二街桥
- 大北桥
- 吉祥桥
- 宁山桥
- 辽河桥
- 黄河大街桥
- 怒江桥

## 跨南运河桥梁
- 迎宾桥
- 江东街桥
- 庆和桥
- 万柳桥
- 大南桥
- 小南桥
- 文艺桥
- 三经桥
- 南湖桥
- 卧波桥（步行、单车限定）
- 望湖桥
- 和平桥
- 龙王庙桥